# University of Oklahoma Press
University of Oklahoma Press (OU Press) este divizia editorială a University of Oklahoma. Fondată în anul 1929 de cel de-al cincilea președinte al University of Oklahoma, William Bennett Bizzell, ea a fost prima editură universitară din sud-vestul SUA. OU Press este una dintre cele mai importante edituri din regiune și este cunoscută mai ales pentru cărțile despre Vestul Statelor Unite ale Americii și despre amerindienii din SUA, dar publică, de asemenea, lucrări pe o gamă variată de subiecte, de la viața în sălbăticie și până la limbile antice. Un alt subiect de interes al editurii îl reprezintă fenomenele meteorologice severe precum tornadele. Editura publică aproximativ 80 de cărți în fiecare an. Importanța editurii a fost evidențiată în 2018 de președintele OU Press, David Boren, care a afirmat că „OU Press este una dintre bijuteriile coroanei ale University of Oklahoma”.
În iulie 2006 University of Oklahoma Press a achiziționat compania Arthur H. Clark Company (fondată în 1902), o editură majoră de publicații referitoare la istoria părții de vest a Statelor Unite ale Americii. După achiziționare, compania a fost relocată în Norman, Oklahoma, unde și-a continuat activitatea ca marcă editorială.